# The Stretchers
The Stretchers är ett action-pusselspel som är utvecklat av Tarsier Studios och Nintendo Software Technology, och utgivet av Nintendo. Det släpptes internationellt till Nintendo Switch den 8 november 2019.